# Jacqueline M. Phillips Shedd
Jacqueline M. Phillips Shedd ist eine US-amerikanische Filmproduzentin und Dokumentarfilmerin, die 1979 mit einem Oscar ausgezeichnet wurde.

## Biografie
Jacqueline M. Phillips Shedd machte ihren Abschluss an der Gould School of Law an der University of Southern California. Während dieser Zeit arbeitete sie mit ihrem damaligen Ehemann Ben Shedd an Dokumentarfilmen. Gemeinsam erhielt das Ehepaar 1979 einen Oscar in der Kategorie „Dokumentar-Kurzfilm“ für den von ihnen produzierten Film The Flight of the Gossamer Condor. Thema des Films ist das erste von Menschenhand angetriebene Flugzeug, das den 1. Kremer-Preis für einen Flug in drei Metern Höhe über eine Distanz von etwas mehr als zwei Kilometern sowie eine liegende Acht gewann. Das seinerzeitige Ehepaar Shedd gründete auch zusammen Shedd Productions, zudem war Jacqueline M. Phillips Shedd seinerzeit Co-Produzentin von NOVA-Dokumentarfilmen für PBS und die BBC.
Jacqueline M. Phillips, wie sie sich inzwischen nennt, ist CEO und seit nunmehr mehr als 30 Jahren lizenzierte Immobilienmaklerin in Kalifornien sowie Rechtsanwältin. In dieser Funktion arbeitete sie als Unternehmensjuristin auch in der Filmabteilung von Twentieth Century Fox Film Corp. und Of Counsel für Firmen in Los Angeles und der San Francisco Bay Area. Von 1995 bis 2018 erhielt Phillips von Martindale-Hubbell in Los Angeles das AV-Rating. Sie ist außerdem National Allied Member des American Institute of Architects (AIA).

## Filmografie (Auswahl)
- 1978: The Flight of the Gossamer Condor (Kurzfilm; Filmschnitt, Kamera, Produzentin)
- 1978: Nova (Fernsehserie Staffel 5, Episode 10 Icarus’ Children; Produzentin)

## Auszeichnung
- Oscarverleihung 1979: Auszeichnung in der Kategorie „Bester Dokumentar-Kurzfilm“